# 小高根二郎
小高根 二郎（おだかね じろう、1911年3月10日 - 1990年4月14日）は、日本の詩人、作家。
東京出身。東北帝国大学卒。会社勤務のかたわら、保田與重郎らの『コギト』同人となり、伊東静雄と親しかった。1938年1月、上京し、病臥中の立原道造に古いマリア観音を贈った。詩集を刊行。戦後は1956年、同人誌『果樹園』を創刊し主宰、伝記、企業小説などを書いた。

## 著書
- 『はぐれたる春の日の歌 詩集』コギト発行所 1941
- 『浜木綿の歌』小学館 1943
- 『郷愁に愛と夢とを』臼井書房 1947
- 『思春の記』臼井書房 1948
- 『春の妖精 女学生叢書』臼井書房 1948
- 『郷愁 第二詩集』白川書院 1953
- 『詩人、その生涯と運命－書簡と作品から見た伊東静雄』新潮社 1965
  - 国文社 1976。「近代作家研究叢書78」日本図書センター 1990
- 『蓮田善明とその死』[2]筑摩書房 1970。島津書房 1979
- 『詩人 伊東静雄』新潮選書 1971
- 『棟方志功 その画魂の形成』新潮社 1973
- 『湧然する棟方志功』新潮社 1974
- 『歓喜する棟方志功』新潮社 1976
- 『総務部長憤死す』日本経済新聞社 1978。徳間文庫 1989
- 『再建腕くらべ』日本経済新聞社 1981。「会社再建腕くらべ」徳間文庫 1990
- 『吉井勇 英雄と歌人の黙契』沖積舎<作家論叢書> 1984
- 『足穂入道と女色　小説集』雪華社 1985
- 『歌の鬼 前川佐美雄』沖積舎<ちゅうせき叢書> 1987

### 編纂
- 『伊東静雄全集』 全1巻、桑原武夫・富士正晴共編 人文書院 1966、増訂版1980
- 『蓮田善明全集』 全1巻、島津書房 1989

## 参考
- 『日本近代文学大事典』講談社、1984
- デジタル版日本人名大事典